# Stetson (Mondkrater)
Stetson ist ein Einschlagkrater auf der Mondrückseite.
Der Krater liegt auf der erdabgewandten Seite, südwestlich des Mare Orientale, südwestlich des größeren Kraters Blackett. In nordwestlicher Richtung liegt der ebenfalls größere  Brouwer.
Stetson ist im Osten von seinen Nebenkratern E und G überlagert.
Der Krater gilt als sehr alt, seine Entstehungszeit wird der pränektarischen Periode zugerechnet.
Stetson hat vier Nebenkrater:
| Buchstabe | Position            | Durchmesser | Link |
| --------- | ------------------- | ----------- | ---- |
| E         | 39,62° S, 117,31° W | 37 km       |      |
| G         | 40,02° S, 117,51° W | 20 km       |      |
| N         | 43,2° S, 120,43° W  | 18 km       |      |
| P         | 41,89° S, 120,15° W | 24 km       |      |

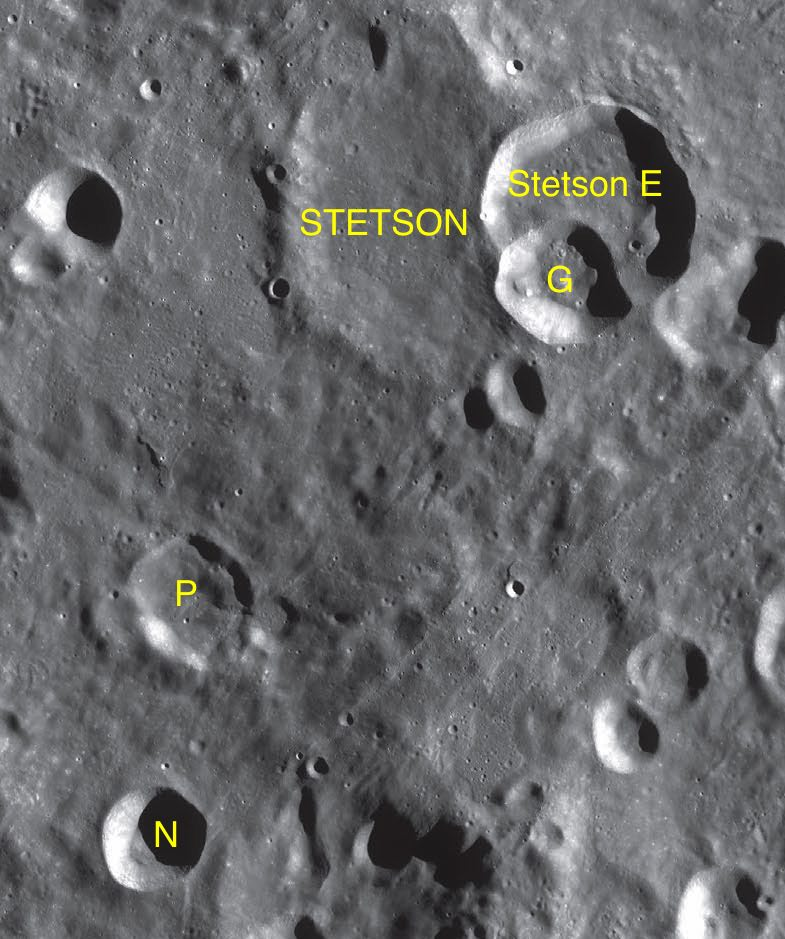
Stetson mit seinen Nebenkratern

Der Krater wurde 1970 von der IAU offiziell nach dem US-amerikanischen Astronomen Harlan True Stetson benannt.